# جون إدوارد براونلي
جون إدوارد براونلي (27 أغسطس 1883- 15 يوليو 1961) رئيس وزراء كندا الخامس بالفترة من 1925 إلى 1934.ولد براونلي بميناء رايرس في أونتاريو، ودرس التاريخ والعلوم السياسية بكلية فيكتوريا في جامعة تورنتو؛ قبل أن يذهب غربًا إلى كالغاري ليصبح محاميًا. كان اتحاد مزارعي ألبرتا أحد موكليه؛ ومن خلال علاقته بمجموعة الضغط تلك، شارك في تأسيس اتحاد مزارعي الحبوب.
بعد دخول اتحاد مزارعي ألبرتا السياسة الأنتخابية وفوزهم بانتخابات 1921، طلب هيربرت جرينفيلد – رئيس الوزراء الجديد آنذاك- من براونلي أن يتولى منصب النائب العام في حكومته. وافق براونلي على طلب جرينفيلد؛ وانتُخبَ عضوًا بالجمعية التشريعية لألبرتا في الأنتخابات الفرعية التي أقيمت مقاطعة بونوكا الأنتخابية. وكان عضوا مهمًا في حكومة جرينفيلد، خلال عمله في منصب النائب العام. وشارك عن كثٍب في أهم أنشطة الحكومة بما في ذلك: بذل مجهود لتحسين أراضي الفلاحين المقيمين في المناطق التي أصابها الجفاف بغرب ألبرتا، وتخليص الحكومة من سكك الحديد التي تكبدها خسائر، والفوز بالولاية القضائية على الموارد الطبيعية من الحكومة الفيدرالية. بعدما شعر نواب اتحاد مزارعي ألبرتا بالإحباط الشديد تجاه حكومة جرينفيلد، طالبوا براونلي بأن يتولى المنصب بدلًا عنه. وافق براونلي في نهاية المطاف، وأصبح رئيس الوزراء عام 1925.
و في بداية ولايته، حقق براونلي العديد من النجاحات مثل: الفوز ببراعة بانتخابات 1926، وتوقيع إتفاقية مع الحكومة الفيدرالية تقضي بنقل السيطرة على الموارد الطبيعية إلى الحكومة الإقليمية المتواجدة بها، وبيع سكك الحديد الحكومية المتصارع عليها إلى شركتي سكك حديد هما الكندية الوطنية والمحيط الهادئ الكندي، وإدارة مجموعة الميزانيات المتكافئة. أصبحت الأمور أكثر صعوبة مع مجئ الكساد الكبير. لم يتمكن براونلي من إعادة الرخاء إلى المقاطعة بسبب أزمة الاقتصاد العالمي؛ وأدار عجز الميزانية على مضض. زاد التطرف السياسي، وتعرض نهجه لأرثوذكسي في الاقتصاد السياسي إلى الهجوم.
في عام 1934، أقامت فيفيان ماكميلان – صديقٌة للعائلة- دعوى قضائية ضد براونلي بتهمة الإغواء. نفي براونلي إقامته أية علاقة جنسية، ولكن هيئة المحلفين حكمت لصالح ماكميلان. على الرغم من تجاهل القاضي للحكم، استقال براونلي من منصب رئيس الوزراء بعدما أجبرته الشهادة الصارخة للمحاكمة ووصمة العار الناتجة عن حكم هيئة المحلفين على فعل ذلك. خاض براونلي إعادة الانتخابات في بونكو، حيث شارك في انتخابات مجالس المقاطعات لعام 1935 ولكن عصبة الأئتمان الأجتماعي برئاسة ويليام أبرهارت هزمته وأكتسحت الانتخابات. عقب خروجه من المجال السياسي إستأنف براونلي ممارسة القانون، وانضم إلى إدارة اتحاد مزارعي الحبوب وتولى منصب رئيس الاتحاد ومديره العام من 1948 حتى وقت قصير قبل وفاته عام 1961.

## حياته

### طفولته
ولد جون إجوارد براونلي 27 أغسطس 1883 بميناء رايؤس في أونتاريو، أبوه يدعى ويليام «بيل» جيمس براونلي (1856-1934) وأمه تدعى كريستين براونلي (ني شو) (1860-1941). سمي تيمنًا باسم جده لأمه ميلر جون شو، وجده لأبيه إدواردجيمس براونلي، والذي كان يعمل نجارًا. كانت كريستين براونلي مديرة سابقة بمدرسة، وكان ويليام جيمس براونلي عامل التشغيل بالمتجر العام لميناء رايرس. كان لجون براونلي أختًا واحدة، تدعى مود، ولدت 12 سبتمبر 1888. عاشت عائلة براونلي في مبنى المتجر العام، حيث قضى أسعد الأوقات في طفولته إذ أنه: كان يفضل كثيرًا كتب والديه، ونقاشاتهم السياسية مع الجيران، وتفاصيل أعمالهم وحياتهم خارج المتجر. تداول أطفال المدينة حكايٌة، وهي أنه في يوٌم ألقي جون براونلي في بحيرة إيري بسبب مزاجه السيئ. في عمر السابعة، كان جون يساعد في المتجر، حيث كان يخلط الزبد من منتجات الألبان المختلفة التي استخدمها والده لإنتاج مزيج موحد.
بحلول نهاية 1880، كان ميناء رايرس يزول. كان ظهور سكك الحديد تسبب في زوال موانئ البحيرات الصغيرة، وفي حالة ميناء رايرس، وقد سارع حرق طاحونة البلدة في أغسطس 1890 من ظهور السكك الحديدية. نتيجة لكل هذا، انتقلت العائلة إلى قرية برادشو، في مقاطعة لامبتون. دخل جون المدرسة في برادشو، وحضر مدرسة يوم الأحد بالكنيسة الميثودية بالقرية. كان جون في مدرسته الصغيرة التلميذ الوحيد الذي لم يأتي من مزرعةٍ؛ وادعى بعد ذلك بأن تعامله مع الفلاحين مكنه من فهم مخاوفهم. شارك أيضًا في بنادي تلاميذ كنيسته، الذي طرح برامج للمحادثة. كان جون بطبيعته خجولًا وجاد وانطوائي، مما جعل تلك البرامج تمثل له تحديًا في بادئ الأمر؛ ولكن على الرغم من ذلك، وجد أنه بإمكانه النجاح في تلك البرامج من خلال التركيز والانضباط.
في سبتمبر 1897، بدأ براونلي دراسته بالمدرسة الثانوية. كانت أقرب مدرسة ثانوية توجد في قرية بعيدة للغاية اسمها سارنيا، فكان من الصعب الذهاب إليها يوميًا، لذلك عندما بلغ الرابعة عشر انتقل براونلي بعيدًا عن أهله، وكان يراهم في وقت أجازته فقط وفي عطلات نهاية الأسبوع في بعض الأحيان. كان تلميذًا جيدًا وذلك إذا لم يكن نابغًا، ووصفه معلمه بأنه «مجتهد»، ولكن نجاحه لم يكن اجتماعيا، حيث كان مجتهدًا للغاية مقارنًة بأقرانه. امتحن فحوصاته الإدارية في يوليو 1900، وتخرج بعدهل بوقت قصير.

#### حياته المهنية
بعد تخرجه من المدرسة الثانوية، سافر براونلي مع والده في رحلة للبيع خلال شمالي أونتاريو، وبخلاف ذلك كان يساعد في تشغيل أعمال العائلة. توقعت عائلته أن يصبح مدرسًا؛ وفي سبتمبر 1901 بعد عيد ميلاده الثامن عشر مباشرًة، التحق بمدرسة سارنيا النموذجية. وفي المدرسة، أكمل براونلي برنامجًا مدته خمسة عشر أسبوعًا، وكان يتضمن موضوعات مثل إدارة المدرسة، وعلم التربية، وقوانين المدرسة، وتعليم القراءة، والنظافة. تخرج براونلي في 12 ديسمبر 1901، وكان الثني على دفعته التي ضمت عشرين طالبًأ، وفي خلال شهر كان واحدٌ من اثنين من المعلمين في مدرسة برادشو.
اكتسب براونلي سريعا سمعة بأنه المعلم المختص حيث خدمته أخلاقه كثيرًا، وكان يتمتع بحضور مبهر بسبب جديته، وبرودة عينيه الزرقاء-الرمادية اللون وطوله – 4 أقدام. لم يكن راضيا عن مرتبه الذي بلغ 400 دولار في السنه حيث كان يطمح في أكثر من ذلك، وفي الربيع عام 1904 – بعد عامين ونصف من بدايته للعمل- قرر أن يدرس بالجامعة. لم يكن مرتبه كمعلمًا يكفيه مصاريف التعليم بالجامعة، لذلك قضى صيف1904 وهو يبيع موسوعة مكونة من مجلد واحد في المناطق المستقلة حديثًا حول مدينة رابيد في مانيتوبا. وفرت له الوظيفة المال الذي أراده، حيث كان رجل مبيعات صبورًا ونشيطًا وتباهى بأنه لم يطرد قط من مزرعة، بجانب أن وظيفته مكنت براونلي البالغ 21 عامًا من أن يرى غرب كندا. عند عودته إلى أونتاريو في نهاية الصيف، انضم إلى كلية فيكتوريا بجامعة تورنتو.

##### الجامعة
في تورنتو، اشترك في برنامج تكريم ضم متخصصين في التاريخ والعلوم السياسية. بجانب تلك المواضيع، تتطلب منه دراسة الرياضيات وعلم الأحياء والأدب الإنجليزي وكتابة الموضوعات واللغة اللاتينية ولغتين إضافيتين؛ على الرغم من معرفته القليلة للغة الفرنسية، اختار براونلي اللغتين: الألمانية والعبرية. كان طالبًا دؤوبًا كما هو في المنح الدراسية، حيث حصل على امتياز في جميع مواد السنة الدراسية الأولى، ما عدا الرياضيات واللغة اللاتينية واللغة الألمانية حيث حصل على جيد جدًا. استمرارًا لتفوقه، فأنه في السنة الدراسية الثالثة كان براونلي من ضمن الخمسة الأوائل في جميع المواد، ما عادا في الاقتصاد حيث نال المركز الثامن. بسبب اشتراكه في الأنشطة الخارجة عن الدراسة، انخفضت درجاته في السنة الرابعة والأخيرة، فتخرج مع حصوله على المركز الثالث مع مرتبة الشرف، فلم يكن من ضمن الطلاب الأوائل. كان من ضمن أساتذته، جورج رونج أستاذ التاريخ الذي قدره براونلي كثيرًا.

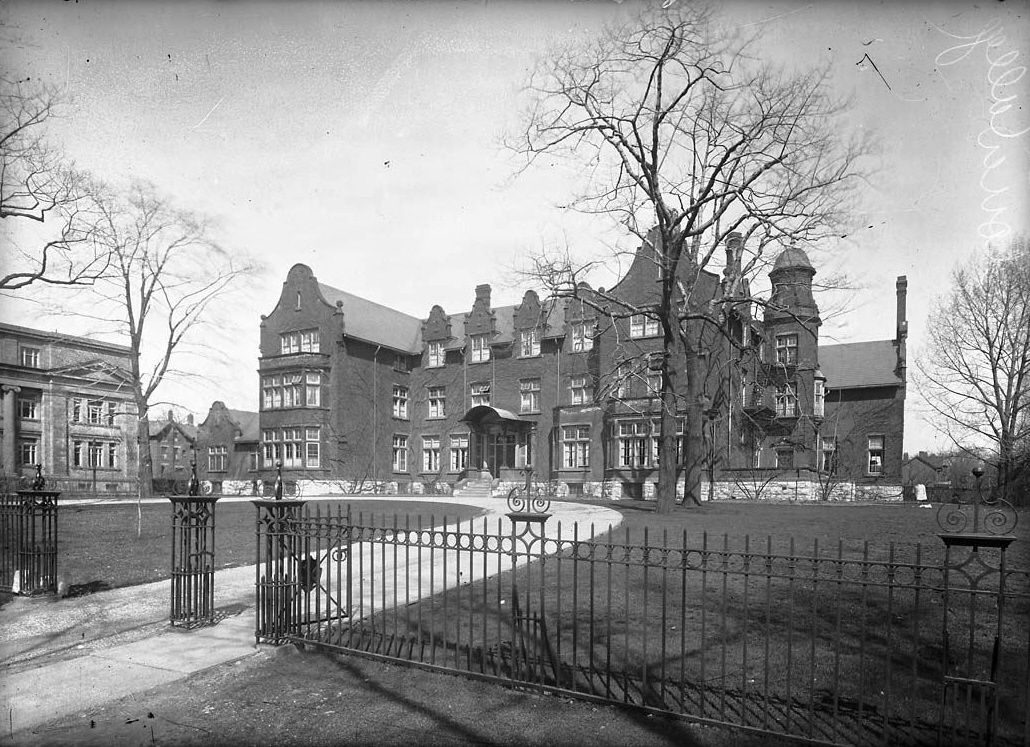
كلية فيكتوريا عام 1930

 كان براونلي منخرطًا في العديد من الأنشطة البعيدة عن الدراسة.كان من أهم تلك الأنشطة: مجتمع الاتحاد الأدبي وأكتا فيكتوريانا (الجرنال الأدبي في الكلية) و «البوب» (عمل مسرحي ساخر). سمح له مجتمع الاتحاد الأدبي أن يصقل مهاراته في المناظرة الرسيمة؛ واشتهر بأنه واحد من الأشخاص الأكثر فاعلية على الرغم من عدم كونه أكثر المتحدثين ميلًا لأسلوب الدرامي. أثناء اشتراكه في الجريدة، طور مهارات العمل حيث أنه في السنة الثانية عين مساعد مدير أعمال أكتا فيكتوريانا، ثم تمت ترقيته لصبح مدير الأعمال في السنة الرابعة. حاز براونلي على الجوائز التقديرية بسبب إدارته المالية لأكتا فيكتوريانا بجانب نادي جلي في الكلية -الذي تولى فيه المنصب ذاته حيث نظم جولة مدتها عشرة أيام بمنطقة نياجرا. بسبب «البوب» تخلى براونلي مؤقتًا عن جديته لكتابة قصص فكاهية من أجل نشر السعادة في الكلية وبين زملائه؛ وقد نالت تلك القصص ردود أفعال جيدة، بجانب إعلان أن نسخة 1908 من أكتا فيكتوريانا – التي ترأسها براونلي- هي الأفضل على الإطلاق. خلال الصيف التالي للسنة الثالثة له حضر براونلي مؤتمرًا حول المنظمات التابعة لكليات البنين، في نياجرا، حيث حضر دروسًا لدراسة الإنجيل وسماع المتحديثين الضيوف الذين شجعوه على العمل كرجل دين.
امضى براونلي الصيف بالجامعة وهو يبيع مجسمات لمناظر طبيعية في إنجلترا وإشتراككات لمجلات في تورنتو. حصل أيضًا عل مرتبا في السنة الرابعة أثناء عمله مديرًا لأعمال اكتا فيكتورياتا. مكنته مصادر الدخل تلك من إيجار غرفة صغيرة في منزل خاص، وتناول وجبة في المطعم المحلي ب2.50 دولار في الإسبوع.